# Liste der Kulturdenkmale in Burghausen-Rückmarsdorf
Die Liste der Kulturdenkmale in Burghausen-Rückmarsdorf enthält die Kulturdenkmale des Leipziger Ortsteils Burghausen-Rückmarsdorf, bestehend aus den Stadtteilen Burghausen und Rückmarsdorf, die in der Denkmalliste vom Landesamt für Denkmalpflege Sachsen mit Stand 2017 erfasst wurden.

## Legende
- Bild: Bild des Kulturdenkmals, ggf. zusätzlich mit einem Link zu weiteren Fotos des Kulturdenkmals im Medienarchiv Wikimedia Commons. Wenn man auf das Kamerasymbol klickt, können Fotos zu Kulturdenkmalen aus dieser Liste hochgeladen werden:
- Bezeichnung: Denkmalgeschützte Objekte und ggf. Bauwerksname des Kulturdenkmals
- Lage: Straßenname und Hausnummer oder Flurstücknummer des Kulturdenkmals. Die Grundsortierung der Liste erfolgt nach dieser Adresse. Der Link (Karte) führt zu verschiedenen Kartendiensten mit der Position des Kulturdenkmals. Fehlt dieser Link, wurden die Koordinaten noch nicht eingetragen. Sind diese bekannt, können sie über ein Tool mit einer Kartenansicht einfach nachgetragen werden. In dieser Kartenansicht sind Kulturdenkmale ohne Koordinaten mit einem roten bzw. orangen Marker dargestellt und können durch Verschieben auf die richtige Position in der Karte mit Koordinaten versehen werden. Kulturdenkmale ohne Bild sind an einem blauen bzw. roten Marker erkennbar.
- Datierung: Baubeginn, Fertigstellung, Datum der Erstnennung oder grobe zeitliche Einordnung entsprechend des Eintrags in der sächsischen Denkmaldatenbank
- Beschreibung: Kurzcharakteristik des Kulturdenkmals entsprechend des Eintrags in der sächsischen Denkmaldatenbank, ggf. ergänzt durch die dort nur selten veröffentlichten Erfassungstexte oder zusätzliche Informationen
- ID: Vom Landesamt für Denkmalpflege Sachsen vergebene, das Kulturdenkmal eindeutig identifizierende Objekt-Nummer. Der Link führt zum PDF-Denkmaldokument des Landesamtes für Denkmalpflege Sachsen. Bei ehemaligen Kulturdenkmalen können die Objektnummern unbekannt sein und deshalb fehlen bzw. die Links von aus der Datenbank entfernten Objektnummern ins Leere führen. Ein ggf. vorhandenes Icon  führt zu den Angaben des Kulturdenkmals bei Wikidata.

## Liste der Kulturdenkmale in Burghausen-Rückmarsdorf
| Bild                                    | Bezeichnung | Lage                                   | Datierung                                                                             | Beschreibung | ID       |
| --------------------------------------- | --- | -------------------------------------- | ------------------------------------------------------------------------------------- | --- | -------- |
| Weitere Bilder                          | Sachgesamtheit Elster-Saale-Kanal mit zahlreichen Brücken und technischen Sonderbauten in zwei Teilabschnitten in Leipzig und in Schkeuditz, davon im Teilabschnitt Leipzig, Stadt, OT Burghausen-Rückmarsdorf folgende Einzeldenkmale: Kanalwärterhaus mit benachbartem Überlaufwerk und den beiden Sperrtürmen zwischen Burghausen und Dölzig (Obj. 09259326, Am Sperrtor 1), Überführungsbauwerk, bestehend aus zwei Brücken, eine für Eisenbahnbrücke und eine Straßenbrücke zur Überbrückung des Kanals (Obj. 09259330, Merseburger Straße), Straßenbrücke über den Elster-Saale-Kanal (Obj. 09259209, Miltitzer Straße) und Straßenbrücke über den Elster-Saale-Kanal (Obj. 09259218, Richard-Leisebein-Straße), davon im Teilabschnitt Schkeuditz, Stadt, OT Dölzig ein Sachgesamtheitsbestandteil (Obj. 09303057, ohne Anschrift), der Kanal zwischen Leipzig, Lindenauer Hafen und Grenze nach Sachsen-Anhalt ist Sachgesamtheitsteil | (Karte)                                | ab 1933 (Kanal)                                                                       | Technisches Denkmal von überregionalem Interesse, Seltenheitswert, Dokumentationswert, Geschichtswert | 09259222 |
|                                         | Eisenbahnbrücke am Bahnhof Rückmarsdorf | (Karte)                                | um 1936 (Eisenbahnbrücke)                                                             | Technisches Denkmal, bedeutendes Zeugnis der Ortsentwicklung | 09259269 |
| Direkt Bild zu diesem Denkmal hochladen | Pfarrhaus, mit Einfriedung | Alte Dorfstraße 2 (Karte)              | 1725 (Pfarrhaus), 1942 (Einfriedung)                                                  | alte Ortslage Rückmarsdorf, Putzfassade, Krüppelwalmdach, Bestandteil der Ortskernbebauung des ausgehenden 19. Jahrhunderts, ortsbildcharakterisierend in unmittelbarer Nähe zur Kirche, baugeschichtlicher und kirchengeschichtlicher Wert | 09259229 |
| Direkt Bild zu diesem Denkmal hochladen | Wohnhaus, zwei Seitengebäude, Stallgebäude, Scheune, Einfriedung, Hofpflasterung und Taubenhaus eines Vierseithofes | Alte Dorfstraße 7 (Karte)              | um 1860 (Wohnhaus), 1898 (Stallgebäude)                                               | alte Ortslage Rückmarsdorf, Wohnhaus Putzfassade, Ziegelscheune, stattliches und gut erhaltenes Hofensemble mit ortsbildprägendem Charakter, ortsentwicklungsgeschichtlich und baugeschichtlich von Bedeutung | 09259230 |
| Direkt Bild zu diesem Denkmal hochladen | Friedhof mit Grabmalen | Alte Dorfstraße 23 (gegenüber) (Karte) | 1920er Jahre (Grabanlage)                                                             | alte Ortslage Rückmarsdorf, mit einigen Grabanlagen aus den 1920er Jahren, kulturgeschichtliche Bedeutung, Erinnerungswert | 09259231 |
| Direkt Bild zu diesem Denkmal hochladen | Denkmal für die Gefallenen des 1. Weltkrieges | Am Dorfplatz (Karte)                   | 1919 (Gefallenendenkmal)                                                              | alte Ortslage Burghausen, Zeugnis für die Ortsgeschichte, Erinnerungswert | 09303115 |
| Direkt Bild zu diesem Denkmal hochladen | Mietshaus in halboffener Bebauung, mit Ladenanbau | Am Dorfplatz 2 (Karte)                 | 1931–1932 (Mietshaus)                                                                 | alte Ortslage Burghausen, Putzfassade mit Klinkergliederung, mit Läden, das Wohngebäude im Stil des Expressionismus, als Verwaltungsbau von besonderer ortsgeschichtlicher Bedeutung, städtebaulich exponierte Lage Errichtung einer Scheune 1869–1870 auf dem Gehöft (geteilt in Schuppen, Tenne und zwei Panzen, davon eine mit unterbautem Keller) und 1878 Erbauung eines Schweinestalls im Auftrag von Frau Johanna Friederike verw. Parade. Hofbesitzer Heinrich Riemenschneider ist verantwortlich für einen Umbau der Scheune zu Wohnzwecken im Jahr 1906. Unter Riemenschneiders Erben wurde 1929 der Abbruch des an der Straße stehenden Stallgebäudes beantragt und vom schlechten Zustand des alten Wohngebäudes (Lehmmauerwerk) gesprochen. Zur Erbengemeinschaft gehörte u. a. der Eigentümer einer Kunst-Figuren-Fabrik in der Leipziger Leplaystraße, Max Riemenschneider. Der im Juni 1930 eingereichte Bauantrag für ein Ladengebäude an der Straße zielte darauf, „die gegenwärtige Lücke zwischen den alten Bauten zu schließen und das wenig glückliche alte Hintergebäude zur Erreichung eines besseren Gemeindebildes der unmittelbaren Sicht zu entziehen“. Baumeister und Architekt Willy Kögler legte im Auftrag der Gemeinde Burghausen Pläne für ein Ladengebäude mit Unterkellerung vor, wobei eine spätere Aufstockung bereits vorgesehen war. Im Februar 1931 befürwortete die Gemeinde die Erweiterung der Ladenzone sowie den von der jetzigen Eigentümerin beantragten Abbruch „des Grundstücks“, den Bauunternehmer Theodor Pabst erledigte. Die Landarbeiter-Heimstätten-Genossenschaft Burghausen eGmbH ließ in den Jahren 1931 und 1932 das Gebäude aufstocken (Entwurf Kögler), wodurch in den beiden Obergeschossen jeweils drei Wohnungen entstanden. Für das Dachgeschoss wurde nur eine Einrichtung von Notwohnungen zugelassen. Mit Vehemenz setzte sich die Gemeindeverwaltung für die Errichtung eines Dachtürmchens ein, um „eine öffentliche Uhr anbringen zu können“. Es wurde angeführt, dass die Gemeinde Burghausen kein öffentliches Gebäude besitzt, Schule und Kirche vielmehr in Gundorf liegen. Somit wurde der Neubau auf diesem Eckgrundstück als erstes öffentliches Gebäude begrüßt und der Umzug der Verwaltung aus einem etwa 50 Jahre alten Armenhaus in die erste Etage in Erwägung gezogen. Der Dachreiter (bzw. Uhrturmaufsatz) des „Hochhauses“ kam bedauerlicherweise bereits 1938 wegen Beschädigung durch Sturm sowie Rauchbelästigung der Mieter bei starkem Wind (Verwirbelung) zum Abbruch. Der stattliche, verputzte Ziegelbau mit Klinkergliederung und steilem, Ziegel gedecktem Dach mit Dachhäusern, besondere städtebauliche Wirkung zur Kreuzung der Gundorfer Straße hin. Sanierung 2005/2006. LfD/2008 | 09259210 |
| Direkt Bild zu diesem Denkmal hochladen | Wohnhaus, Scheune, Seitengebäude und Hofpflasterung eines Bauernhofes | Am Dorfplatz 4 (Karte)                 | 1899–1900 (Mietshaus), 1899–1900 (Stall), 1879 (Scheune)                              | alte Ortslage Burghausen, Wohnhaus mit gründerzeitlicher Klinkerfassade, Ziegelscheune, wissenschaftlich-dokumentarischer Wert, ortsbildgestaltend, baugeschichtliche Bedeutung | 09259211 |
| Direkt Bild zu diesem Denkmal hochladen | Gaststätte Zum Bienitz: Wohnhaus mit Saalanbau und Nebengebäude sowie rückwärtige Einfriedung des Grundstücks an der Schkeuditzer Straße | Am Dorfplatz 6 (Karte)                 | um 1890 (Wohnhaus)                                                                    | alte Ortslage Burghausen, Wohnhaus Putzfassade, ortsbildprägender Gebäudekomplex mit hoher ortsgeschichtlicher Bedeutung und Dokumentationswert, baugeschichtlich bedeutsam | 09259212 |
| Direkt Bild zu diesem Denkmal hochladen | Mietshaus in offener Bebauung | Am Dorfplatz 8 (Karte)                 | 1912–1914 (Mietshaus)                                                                 | alte Ortslage Burghausen, Putzfassade, repräsentatives Gebäude mit ansprechender Fassadengestaltung und großem Zwerchhaus im Dach, Reformstil-Architektur, ortsgeschichtlichem sowie baugeschichtlichem Wert Baumeister und Architekt Paul Friedrich aus Leipzig-Gohlis übernahm 1912 die Entwurfsarbeiten und die Bauleitung für das Mehrfamilienhaus in Burghausen. Auftraggeber waren Otto Laue, Gustav Gärtner und Wilhelm Angermann. Eine Genehmigung zum Abbruch des alten Wohnhauses sowie für den Neubau erfolgten erst nach Planänderungen im Dachbereich am 11. März 1913. Wenige Monate später wurde eine zweite Dachwohnung genehmigt und im Januar 1914 die Ingebrauchnahme für das Haus bestätigt. Im Jahr 1951 Erteilung der Genehmigung für den Abbruch der Scheune, als das Grundstück im Besitz der in Böhlitz-Ehrenberg wohnenden Frau Elsa verw. Angermann war. Das Mietshaus wurde mit schlichter Reformstil-Putzfassade zweigeschossig konzipiert und besitzt einen rückwärtigen Hauseingang. Hinter dem wirkungsvollen Zwerchhaus bot das mächtige Dachgeschoss Raum für zwei weitere Wohnungen. Haus- und Wohnungstüren sowie die Treppenhausanlage sind original erhalten, ehemals schmückende Klappläden an den Erdgeschossfenstern der Seitenrisalite fehlen heute. Das Haus ist ein markantes Dokument des dörflichen Strukturwandels zu Beginn des 20. Jahrhunderts mit ortsgeschichtlichem und bauhistorischem Wert. LfD/2010, 2017 | 09259213 |
| Direkt Bild zu diesem Denkmal hochladen | Villa mit Einfriedung und Vorgarten | Am Dorfplatz 12 (Karte)                | um 1908 (Villa)                                                                       | alte Ortslage Burghausen, Putzfassade, interessant gegliederter Baukörper im Heimatstil, ortsbaugeschichtlich von Bedeutung | 09259221 |
| Direkt Bild zu diesem Denkmal hochladen | Wohnhaus (Nr. 22) an der Schmalseite des ehemaligen Burghausener Angers und Stallgebäude mit zwei Pfeilern der rechtsseitigen Toreinfahrt | Am Dorfplatz 16; 22 (Karte)            | 1895–1896 (Wohnhaus), 1895–1896 (2 Torpfeiler)                                        | als Gebäude Landwirtschaftlicher Versuchsgüter der Unternehmungen Carl Heine bzw. der Nachfolger Leipziger Westend-Baugesellschaft mbH von personengeschichtlicher, baugeschichtlicher Bedeutung, ortsbildgestaltend von Interesse Der besondere Wert besteht im Sachzusammenhang mit der von Karl Heine gegründeten Leipziger Westend-Baugesellschaft. Das Wohngebäude Nummer 22 entstand in deren unmittelbarem Auftrag 1895–1896, als Ausführender ist der Maurermeister Eduard Steyer aktenkundig. Das Flurstück wurde in dieser Zeit als Schäfereigrundstück benannt. Heine hatte bereits in den 1880er Jahren mit dem Erwerb einiger Grundstücke in Burghausen begonnen. 1885 erwarb er zwei unmittelbar am Dorfplatz gelegene Gehöfte sowie zwei weitere Hofstellen mit den zugehörigen Feldern. Zu einem dieser Gehöfte gehören das Stallgebäude und zwei Torpfeiler, heute unter Nummer 16 geführt. Die genannten Gebäude sind Bestandteile der historischen Ortskernbebauung und somit auch städtebaulich von Interesse. Nach 1888 richtete die Leipziger Westend-Baugesellschaft ein Vorwerk ihres landwirtschaftlichen Hauptbetriebes ein, welches 1918 zu einer erweiterten Betriebsstelle Vergrößerung erfuhr. Dieses Engagement in Burghausen zog größere Veränderungen in den dörflichen Strukturen nach sich, auch dafür sind die in Erörterung stehenden Baulichkeiten beredtes Zeugnis. | 09291317 |
| Direkt Bild zu diesem Denkmal hochladen | Gedenktafel für A. Heidrich | Am Dorfplatz 21 (Karte)                | um 1950 (Gedenktafel)                                                                 | alte Ortslage Burghausen, zur Erinnerung an den am 4. Juni 1936 durch die Faschisten in Waldheim ermordeten Arthur Heidrich, Geschichtswert, Dokumentationswert, Erinnerungswert | 09259204 |
| Direkt Bild zu diesem Denkmal hochladen | Denkmal für die Gefallenen des 1. Weltkrieges | Am Rennsteig 10 (bei) (Karte)          | 1920 (Gefallenendenkmal)                                                              | alte Ortslage Rückmarsdorf, Gedenkstein für die gefallenen Rückmarsdorfer Sportler, auf dem Sportplatz und an der Rathausstraße gelegen, Granitfindling mit Inschrift, ortsgeschichtlich von Bedeutung, Erinnerungswert | 09259333 |
| Direkt Bild zu diesem Denkmal hochladen | Einzeldenkmale der Sachgesamtheit Elster-Saale-Kanal (Teilabschnitt Leipzig, Stadt, OT Burghausen-Rückmarsdorf): Kanalwärterhaus mit benachbartem Überlaufwerk und den beiden Sperrtürmen zwischen Burghausen und Dölzig (siehe auch Obj. 09259222) | Am Sperrtor 1 (Karte)                  | 1936 (Kanal)                                                                          | technisches Denkmal mit überregionaler Bedeutung | 09259326 |
| Direkt Bild zu diesem Denkmal hochladen | Platzanlage, mit Gedenkstein zu Ehren der Widerstandskämpfer des 2. Weltkrieges und Einfriedung | Arthur-Heidrich-Platz (Karte)          | nach 1945 (Gedenkstein 2. Weltkrieg)                                                  | gestaltete Platzanlage, FIR-Denkmal als Gedenkstein in rotem Granit, Erinnerungswert, Geschichtswert | 09259216 |
| Direkt Bild zu diesem Denkmal hochladen | Transformatorenhäuschen | Bienitzstraße (Karte)                  | 1911–1912 (Transformatorenstation)                                                    | errichtet vom Gemeindeverbands-Elektrizitätswerk Leipzig-Land, Putzfassade über Klinkersockel, technikgeschichtlich von Bedeutung | 09302865 |
| Direkt Bild zu diesem Denkmal hochladen | Gedenkstein zu Ehren des Henry G. Schomburgk | Bienitzstraße (Karte)                  | 1927/1928 (Gedenkstein)                                                               | Geschichtswert, Dokumentations- und Zeugniswert | 09259335 |
| Direkt Bild zu diesem Denkmal hochladen | Wohnhaus in offener Bebauung, ehemaliges Kurhaus | Bienitzstraße 21 (Karte)               | 1903 (Wohnhaus), 1939 (Umbau und Abbruch des Turmes), 1998/1999 (Umbau und Sanierung) | Putzfassade, Zeugnis der Ortsgeschichte, auch sozialgeschichtlich und baugeschichtlich von Interesse | 09259331 |
| Direkt Bild zu diesem Denkmal hochladen | Ehemaliges Wachgebäude in offener Bebauung | Bienitzstraße 26 (Karte)               | um 1895 (Wachhaus)                                                                    | Putzfassade, Wachgebäude für den Schießplatz am Bienitz, Denkmal der Militärgeschichte Sachsens, auch Wert für die Ortsgeschichte | 09259332 |
|                                         | Kirche (mit Ausstattung) und Kirchhof mit Einfriedung und Grabmalen | Brandensteinstraße 2 (Karte)           | 12. Jh. (Kirche), 18. und 19. Jh. (Grabmal)                                           | alte Ortslage Rückmarsdorf, romanische Chorturmkirche, hoher Geschichtswert und Dokumentationswert, Grabsteine des 18. und 19. Jahrhunderts, baugeschichtlich und baukünstlerisch bedeutsam | 09259224 |
| Direkt Bild zu diesem Denkmal hochladen | Schule, mit Vorgarten | Brandensteinstraße 3 (Karte)           | 1877 (Schule)                                                                         | alte Ortslage Rückmarsdorf, gegenüber der Kirche, Putzfassade, ortsbildprägendes Gebäude von kulturgeschichtlicher und sozialgeschichtlicher Bedeutung, Erinnerungswert | 09259334 |
| Direkt Bild zu diesem Denkmal hochladen | Wohnhaus, Seitengebäude, Scheune, Einfriedung und Torpfeiler eines ehemaligen Vierseithofes | Brandensteinstraße 14 (Karte)          | um 1880 (Wohnhaus), 1894 (Scheune)                                                    | alte Ortslage Rückmarsdorf, Wohnhaus Putzfassade, Ziegelscheune, ortsbildprägende Hofanlage, gegenüber der Friedenseiche, baugeschichtlich und ortsentwicklungsgeschichtlich bedeutsam | 09259232 |
| Direkt Bild zu diesem Denkmal hochladen | Forsthaus in offener Bebauung | Dölziger Straße 99 (Karte)             | um 1920 (Forsthaus)                                                                   | Seltenheitswert, Dokumentationswert, baugeschichtliches Zeugnis der Ortsentwicklung | 09299991 |
| Direkt Bild zu diesem Denkmal hochladen | Wohnhaus in offener Bebauung, ehemalige Schule | Im Winkel 1 (Karte)                    | 1544 (Wohnhaus)                                                                       | alte Ortslage Rückmarsdorf, Putzfassade, Bestandteil der Ortskernbebauung des ausgehenden 19. Jahrhunderts in städtebaulich markanter Lage an der Kirche, baugeschichtlich und sozialhistorisch von Interesse, Dokumentations- und Erinnerungswert | 09259225 |
| Direkt Bild zu diesem Denkmal hochladen | Wohnhaus eines ehemaligen Zweiseithofes | Im Winkel 3 (Karte)                    | um 1800 (Wohnhaus)                                                                    | alte Ortslage Rückmarsdorf, Krüppelwalmdach, gut erhaltenes Fachwerkhaus als ortsgeschichtliches Dokument der dörflichen Entwicklung, Zeugnis ländlicher Bauweise im Leipziger Umland, baugeschichtlich von Bedeutung | 09259227 |
| Direkt Bild zu diesem Denkmal hochladen | Seitengebäude eines ehemaligen Vierseithofes | Im Winkel 8 (Karte)                    | 1895 (Seitengebäude)                                                                  | alte Ortslage Rückmarsdorf, ortsbildprägender Ziegelbau, baugeschichtlich und ortsentwicklungsgeschichtlich von Interesse | 09259228 |
| Direkt Bild zu diesem Denkmal hochladen | Straßenbrücke | Merseburger Straße (Karte)             | 1936–1937 (Straßenbrücke)                                                             | Balkenbrücke über eine Eisenbahnstrecke, technikgeschichtlich und verkehrsgeschichtlich von Bedeutung | 09306788 |
|                                         | Einzeldenkmale der Sachgesamtheit Elster-Saale-Kanal (Teilabschnitt Leipzig, Stadt, OT Burghausen-Rückmarsdorf): Überführungsbauwerk, bestehend aus drei Brücken, je eine für Eisenbahn und Landstraße zur Überbrückung des Kanals und eine Straßenbrücke über die Eisenbahn (siehe auch Obj. 09259222) | Merseburger Straße (Karte)             | 1936–1937 (Straßenbrücke)                                                             | Technisches Denkmal mit überregionaler Bedeutung | 09259330 |
|                                         | Einzeldenkmal der Sachgesamtheit Elster-Saale-Kanal (Teilabschnitt Leipzig, Stadt, OT Burghausen-Rückmarsdorf): Straßenbrücke über den Elster-Saale-Kanal (siehe auch Obj. 09259222) | Miltitzer Straße (Karte)               | um 1936 (Straßenbrücke)                                                               | Technisches Denkmal mit überregionaler Bedeutung | 09259209 |
|                                         | Einzeldenkmal der Sachgesamtheit Elster-Saale-Kanal (Teilabschnitt Leipzig, Stadt, OT Burghausen-Rückmarsdorf): Straßenbrücke über den Elster-Saale-Kanal (siehe auch Obj. 09259222) | Richard-Leisebein-Straße (Karte)       | um 1936 (Straßenbrücke)                                                               | Technisches Denkmal mit überregionaler Bedeutung | 09259218 |
| Direkt Bild zu diesem Denkmal hochladen | Ehemaliger Gasthof | Sandberg 10 (Karte)                    | um 1820 (Gasthof)                                                                     | alte Ortslage Rückmarsdorf, Putzfassade, als Einkehrhaus an einer Überlandstraße von baugeschichtlicher und landschaftsgestaltender Bedeutung, Erinnerungswert | 09259329 |
| Direkt Bild zu diesem Denkmal hochladen | Wohnhaus in offener Bebauung mit Einfriedung | Sandberg 22 (Karte)                    | 1930 (Wohnhaus)                                                                       | alte Ortslage Rückmarsdorf, Putzfassade, im Ensemble zum benachbarten Rathaus ortsbildgestaltend zu sehen, baugeschichtlich und ortsentwicklungsgeschichtlich bedeutsam In Korrespondenz zum Rückmarsdorfer Rathaus entstand 1930 ein Sechsfamilienwohngebäude im Auftrag der Gemeinde, entworfen von dem bauleitenden Architekten Arthur Carius aus Leipzig und ausgeführt von dem Böhlitz-Ehrenberger Baugeschäft Hermann Berg. Die Dachwohnungen wurden nur als Notwohnungen bis 1935 genehmigt. Anzeige der Fertigstellung 1930, Schlussprüfung am 13. Februar des Folgejahres. Beachtet werden mussten zusätzlich die „Bedingungen für Hausbauten an Staatsstraßen“. Achsensymmetrisch der Aufbau der Schauseite mit Eingangsportal und Dachhaus mit Spitzgiebel. Die ausgewogene Fensteranordnung charakterisiert den verputzten Ziegelbau, der einige wenige Gliederungen in Sichtklinkermauerwerk sowie hofseitig einen kleinen Anbau besitzt. Reizvoll im Stil der Neuen Sachlichkeit der Entwurf für die Einfriedung, die leider nicht mehr vorhanden ist. Insgesamt wenig gelungene Sanierung mit entstellenden Kunststofffenstern und Wärmedämmung. Übrigens lohnt ein Vergleich mit dem Nachbarhaus 22a, das der gleiche Architekt nur ein Jahr später im Gemeindeauftrag plante und wo etwas geänderte Gestaltungsauffassungen mit weiterer Kostenreduktion ein insgesamt weniger überzeugendes Ergebnis zeitigten. LfD/2008 | 09259237 |
| Direkt Bild zu diesem Denkmal hochladen | Wohnhaus in offener Bebauung mit rückseitigem Waschküchenanbau | Sandberg 22a (Karte)                   | 1931–1932 (Mehrfamilienwohnhaus)                                                      | alte Ortslage Rückmarsdorf, Sechsfamilienhaus, Putzfassade, im Ensemble zum benachbarten Rathaus, ortsgeschichtlicher und städtebaulicher Wert Das Sechsfamilienwohnhaus mit rückseitigem Waschküchenanbau (leider mit entstellendem Verandaaufsatz) sowie Einfriedung entstand 1931–1932 nach Plänen und unter der fachlichen Betreuung von Architekt Arthur Carius aus Leipzig. Für die Ausführung nahm die Gemeinde Rückmarsdorf das Baugeschäft Hermann Berg aus Böhlitz-Ehrenberg unter Vertrag. Pro Etage liegen zwei Wohnungen mit jeweils zwei Stuben, Kammer, Küche nebst Speisekammer und Abort. Naturkratzputz mit farbigen Gesimsen und ein Rohbausockel aus dunklen Klinkern sowie ein Ziegeldoppeldach gaben dem Bau ein dem Zeitgeschmack des Art Déco geschuldetes Aussehen. Nach einer Sanierung wohl in der zweiten Hälfte der 1990er Jahre hat sich das Erscheinungsbild etwas verändert, unter anderem wurde Wärmedämmung aufgebracht, sind fassadenseitig Türen und Fenster ersetzt. Doch bildet das Gebäude mit dem benachbarten Gemeindeamt, dem Wohnhaus Sandberg 22 und dem Transformatorenhaus ein unmittelbar an der alten Staatsstraße liegendes Gebäudeensemble, das gegen Ende der 1920er Jahre einen neuen Siedlungsschwerpunkt für Rückmarsdorf manifestierte. LfD/2010, 2017 | 09303248 |
|                                         | Rathaus mit Einfriedung und Vorgarten | Sandberg 24 (Karte)                    | bezeichnet 1928 (Rathaus)                                                             | alte Ortslage Rückmarsdorf, Putz-Klinker-Fassade mit überdimensionalen Staffelgiebel, architektonisch bemerkenswertes Gebäude im Stil des Expressionismus, von baugeschichtlicher, ortsgeschichtlicher und sozialgeschichtlicher Bedeutung | 09259236 |
|                                         | Transformatorenhaus | Sandberg 24 (hinter) (Karte)           | 1930–1931 (Transformatorenstation)                                                    | alte Ortslage Rückmarsdorf, Lage hinter dem Rückmarsdorfer Rathaus, Putzfassade mit Klinkergliederung, Technisches Denkmal der Ortsentwicklung | 09303243 |
| Direkt Bild zu diesem Denkmal hochladen | Wohnhaus in offener Bebauung in Ecklage, mit Vorgarten und Einfriedung | Schkeuditzer Straße 16 (Karte)         | 1931–1932 (Wohnhaus)                                                                  | Putzfassade, oktogonaler Eckturm, repräsentatives Gebäude mit baugeschichtlichem Wert, ortsentwicklungsgeschichtlich von Bedeutung Prokurist Fritz Meissner stellte zum Ende des Jahres 1931 Bauantrag für ein Einfamilienwohnhaus. Er gewann den Baumeister und Architekt Willy Kögler für Entwurf und Bauleitung. Bis Oktober 1932 wurde das auch als Landhaus bezeichnete Gebäude samt Veranda und Terrasse sowie die straßenseitige Einfriedung ausgeführt. Eine reizvolle Akzentuierung verleiht der polygonale Standerker an der Ecke dem recht schlichten, verputzten Gebäude. Unterschiedliche Fensterformate, die Fensterbänder des Treppenhausbereiches, sowie Holzklappläden und einige Gesimse gliedern den Baukörper, der durch ein ziegelgedecktes Walmdach abgeschlossen ist. Im Erdgeschoss war die Diele umgeben von Garderobe, Toilette, Küche, Herrenzimmer und Speisezimmer, um den Flur in der oberen Etage lagen Bad, Erkerzimmer und zwei Schlafzimmer. Garagenbaupläne zeigen das Datum 19. Oktober 1961 (kein Denkmal). Die bauzeitliche exquisite Ausstattung des Hauses ist weitgehend erhalten, noch 2017 sämtliche originalen Fenster. LfD/2013, 2017 | 09259217 |
| Direkt Bild zu diesem Denkmal hochladen | Wohnhaus in offener Bebauung, mit Einfriedung und Hausgarten | Schkeuditzer Straße 32 (Karte)         | 1938–1940 (Wohnhaus), 1939–1940 (Einfriedung)                                         | Putzfassade, komplett erhaltener Wohnhausbau der 1930er Jahre am Ortsrand, baugeschichtlich und ortsteilentwicklungsgeschichtlich bedeutsam | 09304645 |
| Direkt Bild zu diesem Denkmal hochladen | Villa, mit Vorgarten | Schröderstraße 1 (Karte)               | 1910–1911 (Villa)                                                                     | alte Ortslage Burghausen, Putzfassade, Bau in städtebaulich markanter Lage, Reformstil-Architektur, ortsentwicklungsgeschichtlich und baugeschichtlich bedeutsam Regierungsbaumeister und Bauinspektor Lubowski fertigte die Entwürfe für das von Maurermeister Ernst Winter ausgeführte und selbst auch finanzierte Landhaus in Burghausen. Bauantrag wurde im Oktober 1910 gestellt und am 20. Mai im Jahr darauf erfolgte die abschließende Prüfung nach Fertigstellung. Parterre und Obergeschoss sollten jeweils durch die Diele vermittelt vier Zimmer, Loggia, Küche mit Speisekammer, Bad und WC aufnehmen. Elemente der Reformarchitektur und Einflüsse des Heimatstils sind an den Fassaden und in der Dachgestaltung ablesbar, wobei auf Stuckdekoration komplett verzichtet wurde. Der einst sichtbare Sockel ist heute verputzt, die Klappläden der Fenster sind verloren, die elegante Sprossung der Fenster kaum mehr erahnbar. Durch die Nutzung als Kindergarten und die dafür (scheinbar) notwendigen Umbauten (unter anderem Pläne 1947, 1956, 1999, 2001) hat das Haus seinen einstigen Charakter weitgehend eingebüßt, die Einfriedung ist neueren Datums. LfD/2014, 2017 | 09259220 |
| Weitere Bilder                          | Wasserturm | Wachberg (Karte)                       | 1913–1915 (Wasserturm)                                                                | Technisches Denkmal und Wahrzeichen von Rückmarsdorf, aufgrund seiner aufwendigen Gestaltung von hohem baugeschichtlichen Wert sowie Denkmal der zentralen Trinkwasserversorgung Orts- und landschaftsprägend erhebt sich der Turm auf dem Wachberg südöstlich der alten Ortslage von Rückmarsdorf. Im Zusammenhang mit der Einrichtung einer zentralen Trinkwasserversorgung der Gemeinde, die noch vor dem Ersten Weltkrieg begann, kam es zum Bau des fast 25 Meter hohen Wasserturms mit 150 m³ Fassungsvermögen. Seine Besonderheit liegt in der eindrucksvollen architektonischen Gestaltung: 16 Pfeiler sind dem Turmschaft vorgeblendet und fangen die Auskragung des Behältergeschosses ab. Hier finden die Stützen in flachen Mauerlisenen eine Fortsetzung, die durch zwei Gesimse verbunden werden. Seinen Abschluss findet das Bauwerk in einem geschweiften Turmhelm. Mit seiner monumentalisierenden Architektur unterscheidet sich der Wasserturm markant von den nur wenige Jahre zuvor in Leipzig und Umgebung errichteten Hochbehältern. Daher besitzt er eine besondere baugeschichtliche Bedeutung, die durch den landschaftsprägenden Charakter noch gesteigert wird. LfD/2013 | 09259233 |
| Weitere Bilder                          | Triangulationssäule | Wachberg (Karte)                       | bezeichnet 1865 (Triangulationssäule)                                                 | Station 2. Ordnung, bedeutendes Zeugnis der Geodäsie des 19. Jahrhunderts, vermessungsgeschichtlich von Bedeutung Im Zeitraum 1862 bis 1890 erfolgte im Königreich Sachsen eine Landesvermessung, bei der zwei Dreiecksnetze gebildet wurden. Zum einen handelt es sich um das Netz für die Gradmessung im Königreich Sachsen (Netz I. Classe/Ordnung) mit 36 Punkten und die Königlich Sächsische Triangulierung (Netz II. Classe/Ordnung) mit 122 Punkten. Geleitet wurde diese Landesvermessung durch Christian August Nagel, wonach die Triangulationssäulen auch als „Nagelsche Säulen“ bezeichnet werden. Dieses Vermessungssystem war eines der modernsten Lagenetze in Deutschland. Die hierfür gesetzten Vermessungssäulen blieben fast vollständig an ihren ursprünglichen Standorten erhalten. Sie sind ein eindrucksvolles Zeugnis der Geschichte der Landesvermessung in Deutschland sowie in Sachsen. Das System der Vermessungssäulen beider Ordnungen ist in seiner Gesamtheit ein Kulturdenkmal von überregionaler Bedeutung. Die Station wurde 1866 südlich des Wachberges, einem langgestreckten Endmoränenzug bei Rückmarsdorf errichtet. Erste Messungen von Helmert erfolgten bereits im Oktober 1868, noch ohne Sichtbeschränkung nach Norden. Nahe der Säule stand zu dieser Zeit eine Windmühle. Bei den Richtungsmessungen 1884/85 im Triangulationsnetz bezog man die Hauptpunkte Wahren, Schönau, Zschocher und Gautzsch des Stadtvermessungsnetzes Leipzig mit ein. Da der Stein beschädigt und mit Teer beschmiert war, veranlassten Heimatfreunde 1986 eine Restaurierung. Dabei wurde auch die verlorene Abdeckplatte durch eine baugleiche Kopie ersetzt und aufzementiert. Eine neuerliche Restaurierung erfolgte 2000 im Auftrag der Stadt Leipzig. Der quadratische Vermessungspfleiler besteht aus Herweigsdorfer Granit und ist 0,9 m hoch. Er trägt die auf 1865 datierte Inschrift: „Station/WACHBERG/der/Kön.Sächs./Triangulirung/1865“. Die Station ist Bestandteil des aus Stationspunkten bestehenden Triangulationsnetzes und damit von vermessungsgeschichtlicher Bedeutung. LfD/2014 | 09259235 |
| Direkt Bild zu diesem Denkmal hochladen | Gedenkstein für General Kleist | Wachberg (Karte)                       | bezeichnet 1988 (Gedenkstein)                                                         | Sandstein, zum Gedenken an die Schlacht bei Rückmarsdorf am 2. Mai 1813, Erinnerungs- und Geschichtswert, ortsgeschichtlich von Bedeutung als Zeugnis der Befreiungskriege | 09259234 |